# Matt Stonie
Matthew Kai Stonie (* 24. května 1992 Kalifornie) je americký jedlík a třetí nejvýše postavený muž v Major League Eating. Svá videa umisťuje od roku 2012 na YouTube kánál s názvem Matt Stonie.

## Světové rekordy
Od roku 2013 do současnosti (2017) drží v jezení 22 světových rekordů. Z roku 2013 drží 3 světové rekordy, z roku 2014 drží 6 světových rekordů, z roku 2015 drží 9 světových rekordů, z roku 2016 drží 2 světové rekordy a rovněž 2 z roku 2017.